# Lissochlora nigricornis
Lissochlora nigricornis là một loài bướm đêm trong họ Geometridae.